# Margaret Elphinstone
Margaret Elphinstone (* 23. September 1948 in der Grafschaft Kent, England) ist eine schottische Schriftstellerin.

## Leben
Margaret Elphinstone wurde in Kent geboren. Sie besuchte das Queen’s College in London und die Universität von Durham. Die Autorin lehrt an der University of Strathclyde in Glasgow die Fächer Englische Literatur und Kreatives Schreiben. Ihre akademischen Forschungsgebiete sind schottische Schriftstellerinnen und die Literatur der Schottland vorgelagerten Inseln.
Ausgedehnte Studienreisen führten Margaret Elphinstone nach Island, Grönland, Labrador und in die USA. Sie lebte acht Jahre auf den Shetland-Inseln und ist Mutter von zwei Kindern.
Bevor die Autorin 2003 ihre Professur in Glasgow erhielt, war sie an verschiedenen Orten in den unterschiedlichsten Jobs tätig. Manche dieser Arbeiten regten sie zu Publikationen an:
- Islanders basiert auf ihrer Beteiligung an archäologischen Ausgrabungen auf der Shetlandinsel Papa Stour.
- Zwei Gartenbücher entstanden nach ihrer Arbeit als Gärtnerin in Galloway.
- Voyageurs entstand nach einem einjährigen Aufenthalt an der Central Michigan University und nach Kanu-Abenteuern auf dem Ottawa.

## Werke
- Spinning the Green. Kurzgeschichte 1985.
- The Incomer or Clachanpluck. Roman, 1987, ISBN 0-7043-4070-4.
- A Sparrow's Flight. Roman, 1989, ISBN 0-7486-6025-9.
- An Apple from a Tree. Kurzgeschichten 1991, ISBN 0-7043-4281-2.
- Islanders. Roman, 1994, ISBN 0-7486-6178-6.
- The Sea Road. Roman 2000 (dt. 2001: Der Weg nach Vinland).
- Hy Brasil. Roman 2002 (dt. 2004: Inselnotizen).
- Voyageurs. Roman 2003 (dt. 2006: Stromaufwärts).
- Light. Roman, Canongate, Edinburgh / New York 2006, ISBN 1-84195-805-0.

## Preise
für Islanders
- 1990: Scottish Arts Council Writer’s Bursary
- 1991: Scottish Arts Council Travel Award

für The Sea Road
- 1993: Scottish Arts Council Writer’s Bursary
- 1994: Scottish Arts Council Travel Award
- 2001: Scottish Arts Council Spring Book Award

für Hy Brasil
- 1997: Scottish Arts Council Writer’s Bursary

für Voyageurs
- 2000: Scottish Arts Council Writer’s Bursary